# Eucalyptus tereticornis
Eucalyptus tereticornis là một loài thực vật có hoa trong Họ Đào kim nương. Loài này được Sm. mô tả khoa học đầu tiên năm 1795.
Đây là loài bản địa miền đông Australia và miền nam New Guinea. Loài cây này có vỏ nhẵn, lá trưởng thành hình mũi mác đến cong, nụ hoa xếp thành nhóm bảy, chín hoặc mười một, hoa màu trắng và quả hình bán cầu.

## Hình ảnh

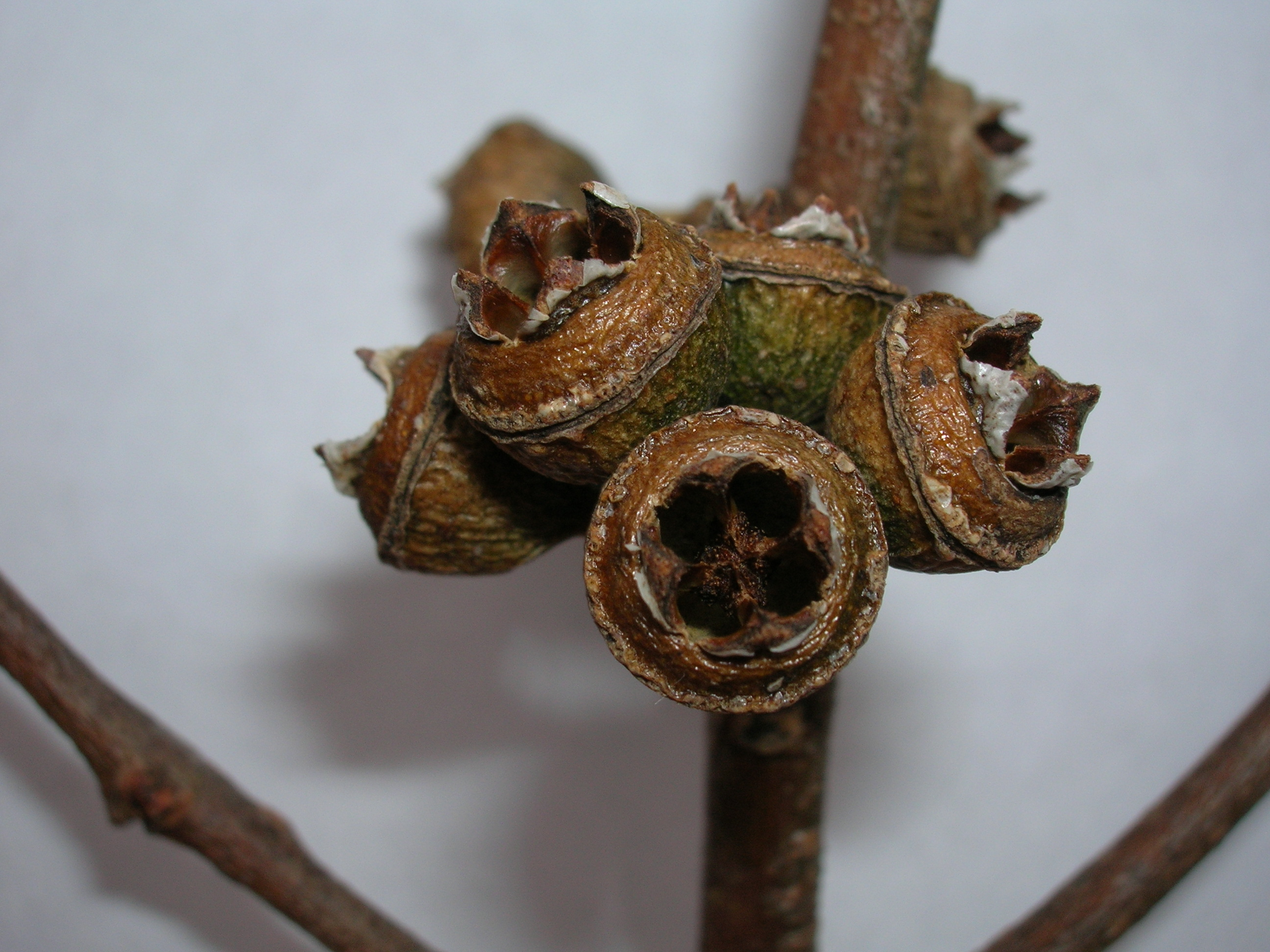
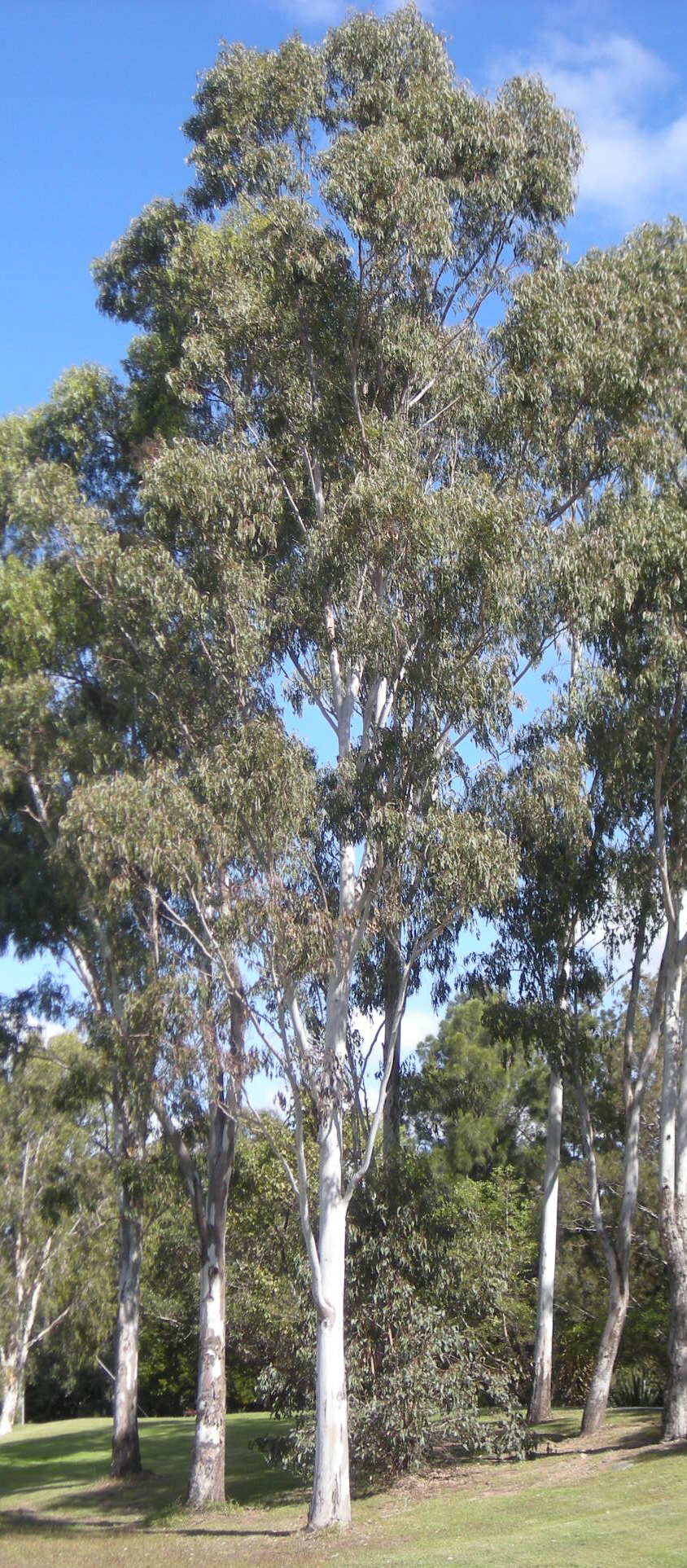
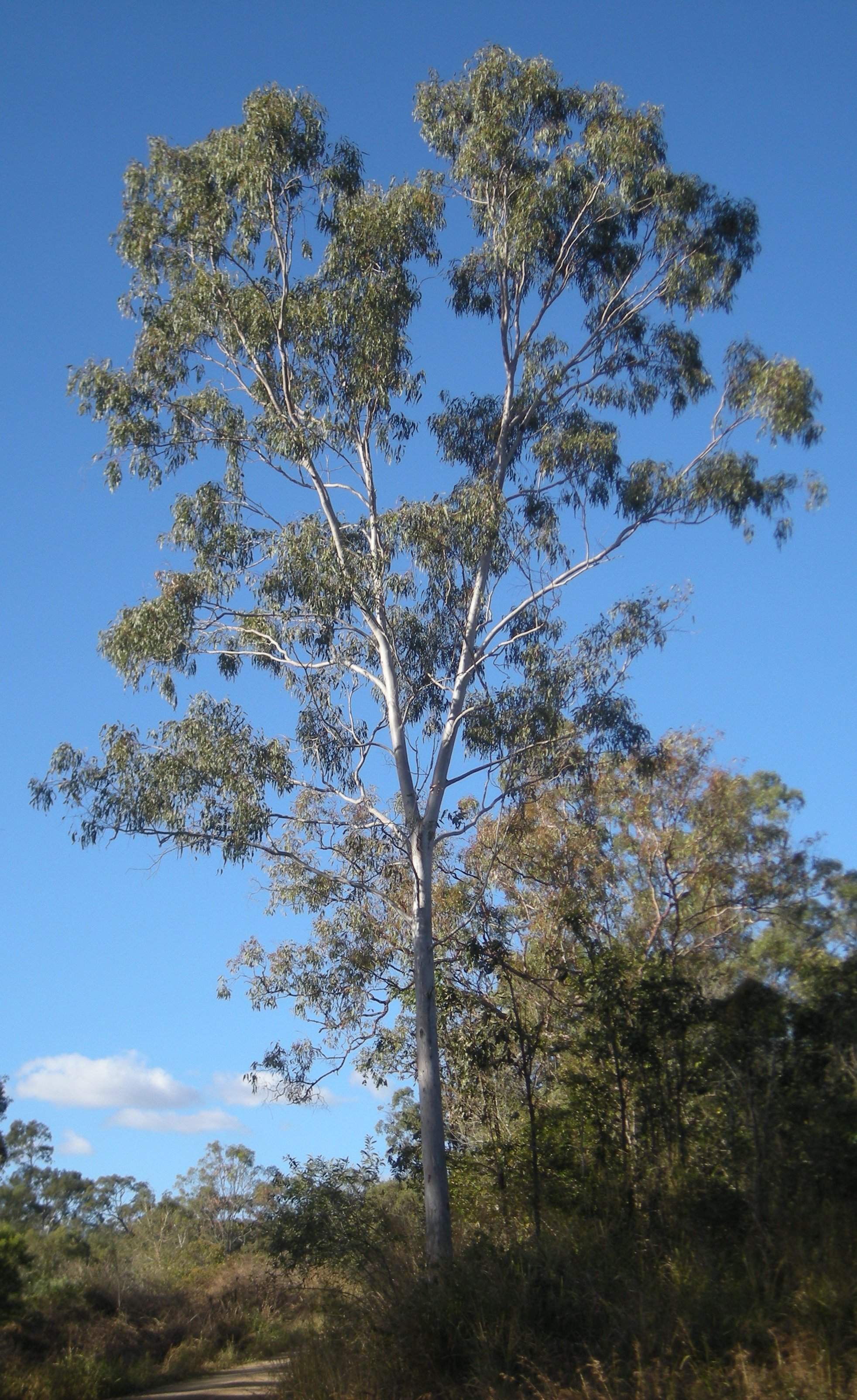
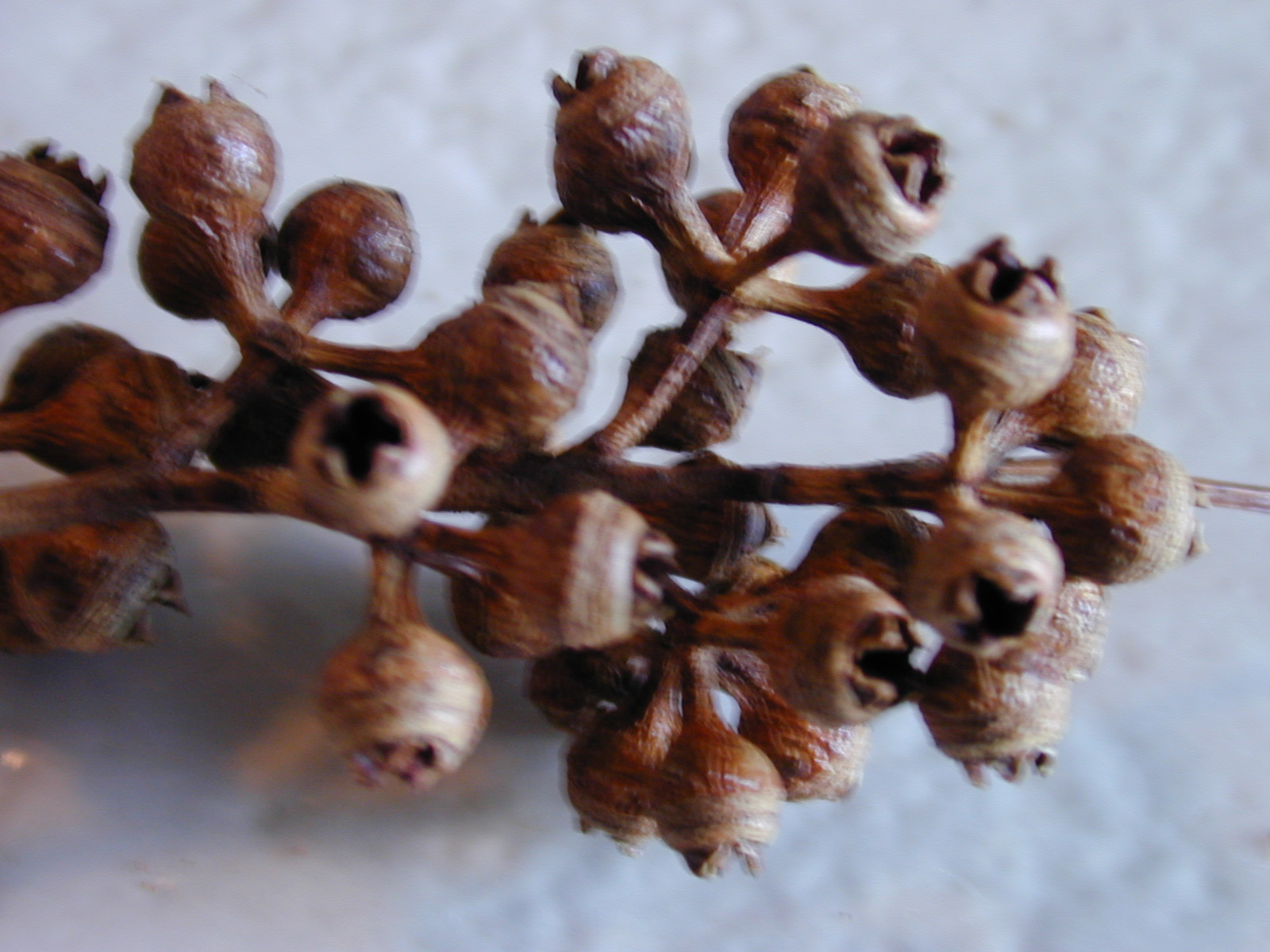